# Coupe d'Océanie de football 2002
Navigation
2000 2004
La Coupe d'Océanie de football 2002 est une compétition qui a eu lieu en Nouvelle-Zélande du 5 au 15 juillet 2002.

## Tour préliminaire
Le tour préliminaire rassemble les équipes de l'OFC classées de 7 à 12 selon le classement FIFA. Il n'y a que 2 places à gagner pour rejoindre les 6 équipes déjà qualifiées pour la phase finale de la compétition. Les Îles Cook déclarent forfait avant le début des éliminatoires.
- Tournoi à Apia, aux Samoa du 9 au 18 mars 2002 :

| Rang | Équipe                    | Pts | J       | G | N | P | Bp | Bc | Diff |  | Résultats                 |  |     |     |     |      |
| ---- | ------------------------- | --- | ------- | - | - | - | -- | -- | ---- |  | ------------------------- |  | --- | --- | --- | ---- |
| 1    | Papouasie-Nouvelle-Guinée | 12  | 4       | 4 | 0 | 0 | 20 | 2  | +18  |  | Papouasie-Nouvelle-Guinée |  | 4-1 | 4-1 | 5-0 | 7-0  |
| 2    | Nouvelle-Calédonie        | 9   | 4       | 3 | 0 | 1 | 25 | 4  | +21  |  | Nouvelle-Calédonie        |  |     | 5-0 | 9-0 | 10-0 |
| 3    | Samoa                     | 6   | 4       | 2 | 0 | 2 | 8  | 9  | -1   |  | Samoa                     |  |     |     | 2-0 | 5-0  |
| 4    | Tonga                     | 3   | 4       | 1 | 0 | 3 | 7  | 18 | -11  |  | Tonga                     |  |     |     |     | 7-2  |
| 5    | Samoa américaines         | 0   | 4       | 0 | 0 | 4 | 2  | 29 | -27  |  | Samoa américaines         |  |     |     |     |      |
|      | Îles Cook                 |     | forfait |   |   |   |    |    |      |  |                           |  |     |     |     |      |

## Premier tour
8 équipes participent à la phase finale de la Coupe d'Océanie : 
Les équipes classées de 1 à 6 de la zone suivant le classement de la FIFA :
- Australie
- Nouvelle-Zélande
- Fidji
- Tahiti
- Îles Salomon
- Vanuatu

Les deux premiers de la poule préliminaire :
- Papouasie-Nouvelle-Guinée
- Nouvelle-Calédonie

Ces 8 équipes sont réparties en 2 groupes de 4. Les 2 premiers de chaque groupe se qualifient pour les demi-finales.
- Groupe A :  Australie,  Vanuatu,  Fidji,  Nouvelle-Calédonie
- Groupe B :  Nouvelle-Zélande,  Tahiti,  Îles Salomon,  Papouasie-Nouvelle-Guinée

### Groupe A
|   | Équipe             | Pts | J | G | N | P | BP | BC | Diff |
| - | ------------------ | --- | - | - | - | - | -- | -- | ---- |
| 1 | Australie          | 9   | 3 | 3 | 0 | 0 | 21 | 0  | +21  |
| 2 | Vanuatu            | 6   | 3 | 2 | 0 | 1 | 2  | 2  | 0    |
| 3 | Fidji              | 3   | 3 | 1 | 0 | 2 | 2  | 10 | -8   |
| 4 | Nouvelle-Calédonie | 0   | 3 | 0 | 0 | 3 | 1  | 14 | -13  |

| 6 juillet  | Fidji     | 2  | 1 | Nouvelle-Calédonie |
|            | Australie | 2  | 0 | Vanuatu            |
| 8 juillet  | Vanuatu   | 1  | 0 | Fidji              |
|            | Australie | 11 | 0 | Nouvelle-Calédonie |
| 10 juillet | Vanuatu   | 1  | 0 | Nouvelle-Calédonie |
|            | Australie | 8  | 0 | Fidji              |

### Groupe B
|   | Équipe                    | Pts | J | G | N | P | BP | BC | Diff |
| - | ------------------------- | --- | - | - | - | - | -- | -- | ---- |
| 1 | Nouvelle-Zélande          | 9   | 3 | 3 | 0 | 0 | 19 | 2  | +17  |
| 2 | Tahiti                    | 6   | 3 | 2 | 0 | 1 | 6  | 7  | -1   |
| 3 | Îles Salomon              | 1   | 3 | 0 | 1 | 2 | 3  | 9  | -6   |
| 4 | Papouasie-Nouvelle-Guinée | 1   | 3 | 0 | 1 | 2 | 2  | 12 | -10  |

| 5 juillet | Îles Salomon     | 0 | 0 | Papouasie-Nouvelle-Guinée |
|           | Nouvelle-Zélande | 4 | 0 | Tahiti                    |
| 7 juillet | Tahiti           | 3 | 2 | Îles Salomon              |
|           | Nouvelle-Zélande | 9 | 1 | Papouasie-Nouvelle-Guinée |
| 9 juillet | Tahiti           | 3 | 1 | Papouasie-Nouvelle-Guinée |
|           | Nouvelle-Zélande | 6 | 1 | Îles Salomon              |

## Dernier carré
|  | Demi-finales     | Demi-finales     |                        |   | Finale          | Finale          |
|  | Demi-finales     | Demi-finales     |                        |   | Finale          | Finale          |
|  |                  |                  |                        |   |                 |                 |
|  | 12 juillet       | 12 juillet       |                        |   | 14 juillet 2002 | 14 juillet 2002 |
|  | 12 juillet       | 12 juillet       |                        |   | 14 juillet 2002 | 14 juillet 2002 |
|  | Australie        | 2 ap             |                        |   | 14 juillet 2002 | 14 juillet 2002 |
|  | Australie        | 2 ap             |                        |   | 14 juillet 2002 | 14 juillet 2002 |
|  | Tahiti           | 1                |                        |   | 14 juillet 2002 | 14 juillet 2002 |
|  | Tahiti           | 1                | Australie              | 0 |                 |                 |
|  | 12 juillet       |                  | Australie              | 0 |                 |                 |
|  |                  | Nouvelle-Zélande | 1                      |   |                 |                 |
|  | Nouvelle-Zélande | Nouvelle-Zélande | 1                      | 3 |                 |                 |
|  | Nouvelle-Zélande |                  |                        | 3 |                 |                 |
|  | Vanuatu          | 0                |                        |   |                 |                 |
|  | Vanuatu          | 0                | Match pour la 3e place |   |                 |                 |
|  |                  |                  |                        |   |                 |                 |
|  | 14 juillet 2002  |                  |                        |   |                 |                 |
|  |                  |                  |                        |   |                 |                 |
|  | Tahiti           | 1                |                        |   |                 |                 |
|  | Tahiti           | 1                |                        |   |                 |                 |
|  | Vanuatu          | 0                |                        |   |                 |                 |
|  | Vanuatu          | 0                |                        |   |                 |                 |

### Demi-finales
| 12 juillet 2002 | Australie             | 2 - 1 a. p. · | Tahiti       | Ericsson Stadium, Auckland               |                                          |
|                 | Porter 88e · Mori 96e |               | Zaveroni 38e | Spectateurs : 400 Arbitrage : Derek Rugg | Spectateurs : 400 Arbitrage : Derek Rugg |

| 12 juillet 2002 | Nouvelle-Zélande             | 3 - 0 | Vanuatu | Ericsson Stadium, Auckland                     |                                                |
|                 | Burton 13e, 65e · Killen 23e |       |         | Spectateurs : 1 000 Arbitrage : Matthew Breeze | Spectateurs : 1 000 Arbitrage : Matthew Breeze |

### Match pour la troisième place
| 14 juillet 2002 | Tahiti    | 1 - 0 | Vanuatu | Ericsson Stadium, Auckland                    |                                               |
|                 | Auraa 65e |       |         | Spectateurs : 1 000 Arbitrage : Leone Rakaroi | Spectateurs : 1 000 Arbitrage : Leone Rakaroi |

### Finale
| 14 juillet 2002 | Nouvelle-Zélande | 1 - 0 | Australie | Ericsson Stadium, Auckland                        |                                                   |
|                 | Nelsen 78e       |       |           | Spectateurs : 4 000 Arbitrage : Charles Ariiotima | Spectateurs : 4 000 Arbitrage : Charles Ariiotima |

## Meilleurs buteurs
6 buts
- Joel Porter

5 buts
- Bobby Despotovski
- Jeff Campbell

## Sources et liens externes
- (en) Feuilles de matchs et infos sur RSSSF
- (en) « Socceroos Realm - Oceania Nations Cup 2002, Auckland, New Zealand », sur home.alphalink.com.au (consulté le 25 mars 2015)